# Latouchia parameleomene
Latouchia parameleomene là một loài nhện trong họ Ctenizidae.
Loài này thuộc chi Latouchia. Latouchia parameleomene được miêu tả năm 2001 bởi Joachim Haupt & Shimojana.